# Marsdenia verrucosa
Marsdenia verrucosa är en oleanderväxtart som beskrevs av Joseph Decaisne. Marsdenia verrucosa ingår i släktet Marsdenia och familjen oleanderväxter. Inga underarter finns listade i Catalogue of Life.